# M58 motorway
Der M58 motorway (englisch für Autobahn M58) ist eine seit 1980 auf voller Länge in Betrieb stehende, 19,3 km lange Autobahn in England. Sie verbindet die nördlichen Randgemeinden von Liverpool mit der M6 motorway bei Wigan. Der Anschluss an die M6 erfolgt über zwei Kreisverkehre und Junction 26.